# 冯达飞
冯达飞（1899年—1942年6月8日），原名冯文孝，又名冯国琛，字洵，广东连州东陂镇人。1925年加入中国共产党，新四军人物。

## 生平
1924年入黄埔军校第一期学习。1925年受中共党组织派遣赴苏联入莫斯科高级航空学校及陆军大学深造，毕业后又转赴德国炮科研究院将校组学习。
1927年12月参加广州起义，1929年12月参加了百色起义。历任红7军2纵队第2营营长、纵队司令员、20师58团团长。1931年秋红7军和中央红军汇合，历任红军大学四分校校长、独立师师长、红8军代理军长等职。1934年参加长征，后任抗日军政大学4大队大队长。
抗日战争时期，1938年调派新四军，任教导总队教育长，后任副总队长、新四军新2支队副司令员。
1941年1月皖南事变中被俘，1942年6月被处决于上饶茅家岭。